# Okręg (piłka nożna)
Okręg – obszar każdego z 16 województw, na którym organizowane są rozgrywki od IV ligi w dół mężczyzn, IV ligi kobiet i lig wojewódzkich w kategoriach dziecięcych i młodzieżowych.

## Stan obecny
Wojewódzkie ZPN powstałe w 2000 roku organizują rozgrywki okręgowe. Zespół, który zajmie 1. miejsce w IV lidze (lub wygra dwumecz barażowy między zwycięzcami dwóch grup IV ligi w województwach dolnośląskim i śląskim), otrzymuje tytuł mistrza okręgu. Ponadto od sezonu 2000/2001 organizowane są w 16 okręgach rozgrywki pucharu Polski na szczeblu wojewódzkim.

## Historia

### 1920–1939
Pierwsze okręgowe ZPN powstały w 1920: krakowski, lwowski, poznański, łódzki i warszawski. W kolejnych latach istnienia II RP były zakładane OZPN w kolejnych województwach:
- 1922 – górnośląski (od 10 marca 1927 jako śląski), lubelski, wileński
- 1923 – toruński (w październiku 1927 r. siedzibę przeniesiono do Bydgoszczy, a nazwę zmieniono na pomorski OZPN).
- 1928 – kielecki (Sosnowiec) - do 1937
- 1929 – poleski (Pińsk), wołyński (Równe), białostocki
- 1935 – stanisławowski
- 1937 – zagłębiowski (Sosnowiec)

W ramach okręgów powstały również podokręgi:
- nowogródzki (1922, wileński OZPN)
- tarnopolski (1921, lwowski PZPN)
- zagłębiowski (1922, krakowski OZPN)
- częstochowski (1921, krakowski OZPN)
- radomski (1922, warszawski OZPN)[4]

### 1945–1950
Pierwsze rozgrywki powojenne w 1945 roku odbyły się w ośmiu okręgach: Katowice, Lublin, Łódź, Olsztyn, Poznań, Przemyśl, Rzeszów, Warszawa. Był to eliminacje do okręgowych klas A. W sezonie 1946 rozegrano już oficjalne mistrzostwa 20 okręgów, będące eliminacjami okręgowymi do Mistrzostw Polski w 1946 roku oraz służyły uszeregowaniu klubów w ligach okręgowych w sezonie 1946/47. Okręgi miały siedzibę w 14 miastach wojewódzkich oraz w Częstochowie, Opolu, Przemyślu, Radomiu, Siedlcach i Sosnowcu. Takim systemem grano do sezonu 1949/1950.

### 1951–1956
W 1951 roku dostosowano podział okręgów piłkarskich do nowego podziału administracyjnego - zlikwidowano okręgi Częstochowa, Przemyśl, Radom, Siedlce i Sosnowiec; utworzono nowe okręgi w Koszalinie i Zielonej Górze.

### 1957–1966
W 1957 roku utworzono ligi okręgowe na trzecim poziomie ligowym. Początkowo założono 15 grup: trzy z nich miały charakter międzywojewódzki (Warszawa-Białystok, Łódź-Kielce, Szczecin-Koszalin), powstała też sosnowiecka liga okręgowa. W 1958 powstała grupa kielecka, w 1959 białostocka, a w 1961 koszalińska. W tych 18 okręgach odbywały się rozgrywki od czwartego poziomu ligowego (klasa A) w dół.

### 1966–1973
W 1966 roku przesunięto ligę okręgową na czwarty poziom ligowy, jednocześnie likwidując okręg w Sosnowcu.

### 1973–1976
W sezonach 1973/74 – 1975/76 liga okręgowa (1974/75 i 1975/76 – klasa wojewódzka) znowu była trzecim poziomem ligowym. W niektórych województwach (od 1973/74 - Katowice, Kraków, Opole; od 1974/75 - Warszawa, Poznań; 1973/74 - Bydgoszcz; 1975/76 - Wrocław) istniały po dwie grupy.

### 1976–1996
Dostosowując strukturę piłkarską do nowego podziału administracyjnego, utworzono w 1976 roku 49 OZPN. PZPN pozwolił okręgom na tworzenie wspólnych lig okręgowych. Już w pierwszym sezonie (1976/77) powstały trzy takie ligi, z każdym kolejnym sezonem było ich coraz więcej. Mistrzem okręgu zostawała wtedy najwyżej sklasyfikowana drużyna z danego województwa w takiej lidze międzywojewódzkiej. W latach 1985–1989 istniało nawet kilka wspólnych lig dla województw z sąsiednich makroregionów.

### 1996–2000
W 1996 roku powstała w całej Polsce IV liga makroregionalna (odgórnie z polecenia PZPN). Mistrzem okręgu zostawał wtedy zdobywca 1. miejsca na piątym poziomie ligowym (klasa okręgowa) z wyjątkiem okręgów: Poznań, Gorzów Wielkopolski, Koszalin, Piła, Szczecin (1996/97) oraz (Elbląg, Gdańsk, Słupsk, Toruń, Bydgoszcz (1996/97-1997/98), gdyż w tych przypadkach województwa miały swoje grupy IV ligi makroregionalnej.

### 2000–2019
W 2000 roku przekształcono 16 OZPN w Wojewódzkie ZPN (stolice nowych województw), 24 OZPN pozostawiono, 8 zlikwidowano (Suwałki, Łomża, Elbląg, Słupsk, Przemyśl, Tarnobrzeg, Toruń, Włocławek), a OZPN Ciechanów i Ostrołęka połączono w Ciechanowsko-Ostrołęcki OZPN. W 2004 roku powołano OZPN w Jarosławiu. W województwach, w których nie było OZPN (podlaskie, warmińsko-mazurskie, pomorskie, kujawsko-pomorskie, opolskie, świętokrzyskie) mistrzem okręgu zostawał zdobywca 1. miejsca w IV lidze, w pozostałych okręgach - zwycięzca klasy okręgowej. Na mocy Uchwały Zarządu PZPN Nr IV/62 z 24 kwietnia 2019 roku wszystkie OZPN (25) zostały przekształcone w podokręgi, biura terenowe bądź delegatury Wojewódzkich ZPN. Ostatni OZPN (Legnica) został zlikwidowany w 2021 roku.